# Deadwood (Dakota del Sud)
Deadwood (lakota: Owáyasuta; "per approvare o confermare le cose") è una città del Dakota del Sud, Stati Uniti, ed è il capoluogo della contea di Lawrence. Prende il nome dagli alberi morti trovati nella sua gola. La popolazione era di 1 270 abitanti secondo il censimento del 2010. L'intera città è un National Historic Landmark, per la sua architettura ben conservata risalente all'epoca della corsa all'oro.

## Geografia fisica
Secondo lo United States Census Bureau, ha un'area totale di 3,83 mi² (9,92 km²).

## Storia

### XIX secolo
L'insediamento di Deadwood iniziò ad esistere illegalmente negli anni 1870 su un terreno che era stato concesso agli Indiani d'America nel trattato di Fort Laramie del 1868. Il trattato aveva garantito la proprietà delle Black Hills alla tribù dei Lakota e le dispute sulla terra erano endemiche, avendo raggiunto la Corte suprema degli Stati Uniti in diverse occasioni. Tuttavia, nel 1874, il colonnello George Armstrong Custer guidò una spedizione nelle Black Hills e annunciò la scoperta dell'oro sul French Creek nei pressi dell'attuale Custer. Questo annuncio diede il via alla corsa all'oro delle Black Hills e diede origine alla nuova città senza vita di Deadwood, che rapidamente raggiunse una popolazione di circa 5 000 abitanti.
All'inizio del 1876, i pionieri Charlie Utter e suo fratello Steve condussero una carovana a Deadwood che conteneva quelle che erano considerate merci necessarie per sostenere gli affari. I giocatori d'azzardo e le prostitute portarono alla creazione di diverse iniziative redditizie. Madame Moustache e Dirty Em erano sulla carovana e aprirono un negozio in quello che veniva chiamato Deadwood Gulch. La domanda di donne era alta e il business della prostituzione si era dimostrato un buon mercato. Madam Dora DuFran sarebbe diventata la proprietaria del bordello più redditizio di Deadwood, seguita da vicino da Madam Mollie Johnson.
Deadwood divenne nota per la sua illegalità, durante la quale l'omicidio era comune e la punizione per omicidi non sempre equa e imparziale. La città raggiunse un'ulteriore notorietà per l'omicidio del pistolero Wild Bill Hickok il 2 agosto 1876. Il Mount Moriah Cemetery è l'ultima dimora di Hickok e Calamity Jane, oltre a personaggi leggermente meno importanti come Seth Bullock. L'assassino di Hickok, Jack McCall, fu processato due volte, nonostante il divieto di doppia imposizione della Costituzione degli Stati Uniti per il principio del double jeopardy secondo cui Deadwood era una città illegale nel Territorio indiano e quindi mancava la giurisdizione per perseguire o assolvere McCall. Il processo di McCall fu perciò trasferito a un tribunale del Territorio del Dakota ("tribunale indiano"), dove l'imputato fu riconosciuto colpevole di omicidio e per questo motivo venne impiccato.
Mentre l'economia passava dalla panoramica dell'oro alle miniere profonde, Deadwood perse il suo carattere ruvido e chiassoso e si sviluppò in una prosperosa città. A partire dal 12 agosto, un'epidemia di vaiolo esplose, con così tanti ammalati che le tende furono erette per mettere in quarantena il colpito.
Nel 1876, il generale George Crook inseguì la tribù dei Sioux dalla battaglia del Little Bighorn in una spedizione che si concluse a Deadwood all'inizio di settembre ed è conosciuta come "Horsemeat March". Lo stesso mese, l'uomo d'affari Tom Miller aprì il Bella Union Saloon.
Un saloon chiamato Gem Variety Theatre, inaugurato il 7 aprile 1877 da Al Swearengen che controllava anche il commercio di oppio. Il saloon fu distrutto da un incendio e ricostruito nel 1879. Bruciò di nuovo nel 1899, facendo uscire Swearengen dalla città.
L'Homestake Mine nella vicina Lead fu fondata nell'ottobre del 1877. Per anni fu la più lunga miniera d'oro ininterrotta negli Stati Uniti. Le operazioni di estrazione dell'oro cessarono nel 2002 ma la miniera è ancora aperta ai turisti. Il 26 settembre 1879 un incendio devastò Deadwood, distruggendo oltre trecento edifici e consumando le proprietà di molti abitanti. Molti decisero di lasciare la città per ricominciare una nuova vita.
Thomas Edison dimostrò la lampada a incandescenza nel New Jersey nel 1879. Il giudice Squire P. Romans prese una scommessa e fondò la "Pilcher Electric Light Company of Deadwood" il 17 settembre 1883. Ordinò una generatore elettrico da Edison, cablaggi e 15 luci a incandescenza con globi. Dopo i ritardi, l'attrezzatura arrivò senza i globi. Romans aveva pubblicizzato l'evento e decise di continuare con l'illuminazione, che fu un successo e l'azienda è cresciuta. Deadwood aveva l'elettricità a meno di quattro anni dall'invenzione, a meno di un anno dall'avvio del servizio commerciale a Roselle, New Jersey, che era più o meno nello stesso periodo di molte città più grandi del paese.
Una ferrovia a scartamento ridotto, la Deadwood Central Railroad, fu fondata dal residente J.K.P. Miller e i suoi associati nel 1888, al fine di servire i loro interessi minerari. La ferrovia fu acquistata dalla Chicago, Burlington and Quincy Railroad nel 1893. Una parte della ferrovia tra Deadwood e Lead fu elettrificata nel 1902 per funzionare come sistema interurbano di passeggeri, che funzionò fino al 1924. La ferrovia fu abbandonata nel 1930, a parte una porzione da Kirk a Fantail Junction, che venne convertita in scartamento normale. La parte restante fu abbandonata dal successore Burlington Northern Railroad nel 1984.
Alcuni degli altri residenti della città e visitatori frequenti erano Al Swearengen, E. B. Farnum, Charlie Utter, Sol Star, Martha Bullock, A. W. Merrick, Samuel Fields, Calamity Jane, il dottor Valentine McGillycuddy, il reverendo Henry Weston Smith, Aaron Dunn e Wild Bill Hickok.

### Chinatown
La corsa all'oro attirò gli immigrati cinesi nell'area. La loro popolazione raggiunse il picco di 250 abitanti. Alcuni impegnati nel settore minerario; la maggior parte lavorava in imprese di servizi. Un quartiere cinese sorse su Main Street, incoraggiato dalla mancanza di restrizioni sulla proprietà straniera nel Territorio del Dakota e da un livello relativamente alto di tolleranza. Wong Fee Lee arrivò a Deadwood nel 1876 e divenne un importante mercante. Fu un leader della comunità tra i sino-americani fino alla sua morte nel 1921.
I residenti del quartiere comprendevano anche afroamericani e americani di estrazione europea. Lo stato ha sponsorizzato uno scavo archeologico nell'area durante gli anni 2000.

### XX e XXI secolo
Un altro grande incendio nel settembre del 1959 fu vicino a distruggere nuovamente la città. Circa 4 500 acri (1800 ha) furono bruciati e fu emesso un ordine di evacuazione. Quasi 3.600 volontari e pompieri professionisti, tra cui il personale dell'Homestake Mine, dell'Ellsworth Air Force Base e del 109th Engineer Battalion della South Dakota National Guard lavorarono per contenere l'incendio, provocando una grave recessione economica regionale.
Nel 1961, l'intera città fu designata National Historic Landmark, per la sua collezione ben conservata di architettura di frontiera del tardo XIX secolo. La maggior parte degli edifici della città sono stati costruiti prima del 1900, con uno sviluppo solo modesto da allora. La città continuò a declinare negli anni 1960 e 1970. La Interstate 90 bypassò Deadwood nel 1964 e i suoi bordelli furono chiusi dopo un raid del 1980. Un incendio nel dicembre del 1987 distrusse lo storico Syndicate Building e una struttura vicina.
Il fuoco alimentò l'interesse per l'area e stimolò il "Deadwood Experiment", in cui il gioco d'azzardo fu testato come mezzo per rivitalizzare il centro della città. A quel tempo, il gioco d'azzardo era legale solo nello stato del Nevada e ad Atlantic City. Deadwood è stata la prima piccola comunità negli Stati Uniti a cercare ricavi legali per il gioco d'azzardo come un modo per mantenere le qualità storiche locali. Il gioco d'azzardo è stato legalizzato a Deadwood nel 1989 e ha immediatamente portato nuove entrate e sviluppi significativi. La pressione dello sviluppo da allora potrebbe avere un effetto sull'integrità storica del distretto di riferimento.

## Società

### Evoluzione demografica
Secondo il censimento del 2010, la popolazione era di 1 270 abitanti.

### Etnie e minoranze straniere
Secondo il censimento del 2010, la composizione etnica della città era formata dal 94,9% di bianchi, lo 0,2% di afroamericani, l'1,8% di nativi americani, lo 0,5% di asiatici, lo 0,0% di oceanici, lo 0,6% di altre razze, e il 2,0% di due o più etnie. Ispanici o latinos di qualunque etnia erano il 3,4% della popolazione.